# Drums Improvisations
Drums Improvisation è il primo disco a proprio nome del batterista Giampaolo Conchedda, registrato a gennaio del 2001 e stampato in Austria dalla "Sony DADC".

## L'album
Ha la peculiarità di essere un album a improvvisazione tematica, marchiato dal classico suono vintage dello strumento, in cui in tutti i 15 brani è presente la sola batteria acustica, senza l'aggiunta di nessuno strumento musicale melodico/armonico. Tra gli acquerelli batteristici d'ispirazione jazzistica concepiti in maniera estemporanea dal musicista, spicca il brano March for Lucchini dedicato al suo maestro Enrico Lucchini.

## Tracce
Musiche di Giampaolo Conchedda.
1. Deep troubling
2. Stormy
3. Simply twelve
4. March for Lucchini
5. Falcao samba
6. Hopping eight
7. Inferno
8. Brushes
9. Cascade in five
10. Risata cubana (1 take)
11. Risata cubana (2 take)
12. Eight and four
13. 3/4 Time
14. Sixteen fast
15. The end in seven

## Formazione
Registrato il 2 e il 3 gennaio 2001.
Masterizzato a Milano al "Nautilus Studio" il 23 febbraio 2001 da Claudio Giussani.
Grafica: Alessio Porqueddu.
Fotolitografia: Claudio Roccia.